# Rise to Power
Rise to Power – pierwsza kompilacja amerykańskiego rapera Rick Rossa. Został wydany 18 września, 2007 roku nakładem wytwórni Suave House Records.

## Lista utworów
| Nr | Tytuł                                                    | Producenci             | Czas |
| -- | -------------------------------------------------------- | ---------------------- | ---- |
| 1  | "It's On" (featuring Noah & Jiggolo)                     | Jiggolo                | 3:37 |
| 2  | "Hold Me Down"                                           | Mo-Suave-A Productions | 3:56 |
| 3  | "Get That Bread" (featuring Cinque & Big Duke)           | Jiggolo                | 3:50 |
| 4  | "Skit"                                                   |                        | 1:09 |
| 5  | "Street Love" (featuring NEXT)                           | Kay Gee                | 4:13 |
| 6  | "Strapped" (featuring Noah)                              | Jiggolo                | 3:32 |
| 7  | "Prove Me Wrong" (featuring Devin the Dude)              | Jiggolo                | 3:45 |
| 8  | "Bird Bath" (featuring Noah)                             | Mo-Suave-A Productions | 4:15 |
| 9  | "B.L.O.W. (Block Life Is Our Way)" (featuring Clipse)    | Om'Mas Keith           | 4:15 |
| 10 | "Realest Niggas" (featuring Gillie Da Kid & Reed Dollaz) | Ruggs                  | 3:51 |
| 11 | "Simple And Plain"                                       | Mo-Suave-A Productions | 3:48 |
| 12 | "Dear Lord" (featuring Scarface)                         | Mo-Suave-A Productions | 3:04 |
| 13 | "Skit"                                                   |                        | 0:29 |
| 14 | "Been" (Bonus Jiggolo Track)                             | Jiggolo                | 4:20 |
| 15 | "Breathe In, Breathe Out" (Bonus Jiggolo Track)          | Jiggolo                | 4:32 |
| 16 | "737" (Bonus Jiggolo Track)                              | Jiggolo                | 4:49 |

## Notowania
| Notowanie (2007)                      | Peak position |
| ------------------------------------- | ------------- |
| U.S. Billboard 200                    | 62            |
| U.S. Billboard Top R&B/Hip-Hop Albums | 6             |
| U.S. Billboard Top Rap Albums         | 6             |